# Port lotniczy Jauja-Francisco Carle
Port lotniczy Jauja-Francisco Carle – krajowy port lotniczy zlokalizowany w peruwiańskim mieście Jauja.